# Günter Hirsch
Günter Erhard Hirsch (* 30. Januar 1943 in Neuburg an der Donau) ist ein deutscher Jurist. Er war von 1994 bis 2000 Richter am Gerichtshof der Europäischen Gemeinschaften und von 2000 bis 2008 Präsident des deutschen Bundesgerichtshofs. Von 2008 bis März 2019 versah er das Amt des Versicherungsombudsmanns.

## Leben
Günter Hirsch studierte von 1964 bis 1969 Rechtswissenschaften an der Friedrich-Alexander-Universität in Erlangen, der er nach dem zweiten Staatsexamen als wissenschaftlicher Assistent bis 1973 verbunden blieb. 1973 wurde er zum Doktor der Rechte (Dr. iur.) promoviert und trat in den Bayerischen Justizdienst ein.
Nach verschiedenen Verwendungen als Richter und Staatsanwalt wechselte er 1984 in das bayerische Justizministerium. Ab 1989 arbeitete er hier im Range eines Ministerialdirigenten.
1992 stellte er sich der im Aufbau begriffenen sächsischen Justiz zur Verfügung und war zunächst bis zum 31. Dezember 1992 Präsident des Bezirksgerichts, ab 1. Januar 1993 des Oberlandesgerichts Dresden. Zusätzlich war er vom 18. Juni 1993 bis zum 31. März 1995 Präsident des Verfassungsgerichtshofs des Freistaats Sachsen.
Am 7. Oktober 1994 wurde er zum Richter am Gerichtshof der Europäischen Gemeinschaften ernannt. Dieses Amt hatte er bis zu seinem Wechsel an die Spitze des deutschen Bundesgerichtshofs inne. Er war vom 15. Juli 2000 bis zum 31. Januar 2008 Präsident des BGH.
Als am 8. März 2004 die Vereinigung der Präsidenten der obersten Gerichte der Europäischen Union in Paris gegründet wurde, wählte sie Günter Hirsch zu ihrem Vizepräsidenten. Am 1. April 2008 übernahm er als Nachfolger von Wolfgang Römer das Amt des Versicherungsombudsmanns.
Bis Anfang 2011 war Hirsch Mitglied der Ethikkommission der FIFA. Im Januar 2011 trat er mit Kritik an der umstrittenen Vergabe der Fußball-Weltmeisterschaften 2018 (Russland) und 2022 (Katar) von dieser Funktion zurück.
Hirsch ist Honorarprofessor der Universität des Saarlandes.